# Australian Professional Championship 1963 (I)
Die Australian Professional Championship 1963 war ein professionelles Snookerturnier zur Ermittlung des australischen Profimeisters. Die Erstausgabe des Turnieres wurde vom Spätsommer 1963 bis zum 16. Oktober 1963 im Bankstown RSL Club in Sydney ausgetragen. Sieger wurde Warren Simpson, der im Finale Newton Gahan besiegte. Simpson spielte zudem mit einem 107er-Break das höchste Break des Turnieres.

## Turnierverlauf
Das Turnier startete mit einer Gruppenphase, deren Ergebnisse aber weitgehend unbekannt sind. Möglicherweise nahmen also auch mehr als drei Spieler am Turnier teil. Das Turnier wurde danach mit einer Finalrunde fortgesetzt, mit dem Halbfinale im Modus Best of 5 Frames und dem Finale im Modus Best of 9 Frames.

|  | Halbfinale Best of 5 Frames | Halbfinale Best of 5 Frames | Halbfinale Best of 5 Frames |  |  | Finale Best of 9 Frames | Finale Best of 9 Frames | Finale Best of 9 Frames |
|  |                             |                             |                             |  |  |                         |                         |                         |
|  | 2                           | Newton Gahan                | 3                           |  |  |                         |                         |                         |
|  | 3                           | Eddie Charlton              | 2                           |  |  |                         | Warren Simpson          | 5                       |
|  |                             |                             |                             |  |  | 1                       | Newton Gahan            | 3                       |

## Century Breaks
Zwei Spieler spielten während des Turnieres je ein Century Break:
- Warren Simpson: 107
- Eddie Charlton: 102